# 李承晚
李承晚（韩语：／ Yi Seung-man，1875年3月26日—1965年7月19日），初名承龍（韓語：승룡），號雩南（韓語：우남），韓國首任總統（1948年－1960年）、大韩民国临时政府首任总统（1919年－1925年），亦曾被推舉為朝鲜人民共和国首任国家主席（1945年－1946年，未就任）。
1875年出生在朝鮮國黃海道平山郡，曾就读于培材大学（时称培材学堂），1905年獲得美國喬治華盛頓大學政治學學士學位，1910年獲普林斯頓大學國際政治博士學位。1912年後流亡海外三十餘年，期間于1919年任大韓民國臨時政府國務總理，同年受任臨時政府總統，1921年赴美推動韓國獨立運動。1945年歸國任民主議院議長。1948年任大韓民國制憲國會議長，同年獲議會選為總統，在任期間韓戰爆發。1951年創立自由党，自任總裁。其後在1952年、1956年及1960年在被指選舉嚴重舞弊的情況下，連續三次當選總統。1960年因對「4·19學運」負責，他辭去總統職務並流亡美國夏威夷，1965年於檀香山逝世。

## 出身
1875年3月26日（农历2月19日），李承晚出生于朝鲜黄海道平山郡马山面。他是父亲李敬善（1837－1912）和母亲金氏（1833－1896）的幼子，有两个哥哥和两个姐姐。由于他的两个哥哥在他出生前就因得天花夭折，李承晚实际上是家中独子。他的母亲在怀孕前曾梦见一条大龙从天而降飞入怀中，因此给他起名“李承龙”，后来改名为承晚，承龙则成为他的字。:3:18
李敬善本贯全州李氏，朝鮮太宗嫡長子讓寧大君庶子長平都正李訢的十四世孫，原本出生于士大夫贵族家庭。李家在李承晚曾祖父一代由汉城迁往黄海道海州。在李承晚出生前不久，他的父母因经济状况不佳搬到平山郡。在他三岁时，由于家境贫寒又搬回汉城，不久又搬至汉城南郊桃村。:3-4:18-19

## 早年生涯
受家庭影响，李承晚早年接受的是四书五经、儒家经典教育。李承晚9岁的时候，朝鮮出现全国性天花疫情。得上天花的他险些双目失明，后因得到美国牧师霍雷斯·艾伦的救助而重获光明。1895年2月，他进入美国卫理公会创办的朝鲜首个西式学校培材学堂学习。在这里，青年李承晚学会了英语，并受到西方近代政治思想的影响。学习期间，他还与金奎植等同学一起创办了韩英文对照的报纸《每日新闻》。:4-5:20-23
徐载弼从美国回国后，定期在培材学堂讲学。受其影响，李承晚加入了他创办的独立协会。独立协会被高宗问罪解散后，他被捕入狱5年，遭到严刑拷打，最后被判无期徒刑:26-27。被捕入狱期间，认识他的西方牧师经常来探望、关照他，使其转化为基督教徒。在狱中，李承晚写作了很多政论、时论文章，经朋友带出狱外发表于报刊上。随着狱中情形的改善，他经狱长同意在狱中开办了讲授韩文、英文、历史、地理、《圣经》的学校，并利用牧师捐赠的五百余部书开办了一个小型狱中图书馆。服刑期间，李承晚撰写了首部政治理论名作《独立精神》。该书在其朋友的帮助下被带到旧金山，于1906年出版，1920年再版。他还将美国人林乐知与蔡尔康所著的《中东战纪本末：清日战争史》翻译成韩文。该书后于1917年在夏威夷以《清日战记》为名出版。此外，他在狱中还着手编纂英韩词典，完成了A-F的辞条。不过出狱后，由于无暇继续，这部可能是韩国历史上的第一部《韩英词典》并没有问世:6-10:25-30。
1904年8月9日，李承晚在日俄战争期间获大赦出狱。他在起初任职的“尚洞青年学院”结识了纯宗等不满日本入侵的宫廷贵族。同年11月4日，李承晚受委托离开韩国前往美国，依照1882年美国与朝鲜王朝签订的《朝美通商条约》游说美政府维护韩国独立。他在美国几经周折最终得以在1905年8月5日与时任美国总统西奥多·罗斯福见面。不过当时的美国认为日本在亚洲是遏制沙俄扩张的有利因素，因此罗斯福对李承晚异常冷淡，甚至不愿接受他面呈的文书，因为在此之前美赴日特使已经在东京承认了日本在朝鲜半岛的特殊利益。:11-13

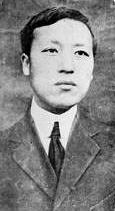
李承晚，1910年

在华盛顿期间，李承晚经长老会牧师介绍，结识了乔治·华盛顿大学校长，并获奖学金。1905年2月，他开始就读于乔治·华盛顿大学。同年9月、11月，《朴次茅斯和约》和《乙巳条约》签订。韩国成为日本保护国。1907年春，李承晚从乔治·华盛顿大学本科毕业后进入哈佛大学，于1908年春获得哈佛大学硕士学位。此后，他继续在普林斯顿大学进修，于1910年获得普林斯顿博士学位，成为第一个在美国获得博士学位的亚洲人。李承晚在普林斯頓大學就讀博士學位期間，校長正是後來成為美國第28任總統的伍德羅·威爾遜。:13-15:36-39

## 独立运动领袖

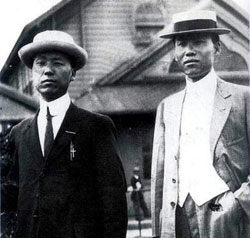
李承晚和朴容晚

李承晚从普林斯顿博士毕业后接受了汉城基督教青年会学监的职务。1910年9月，他离开美国经欧洲到西伯利亚，10月下旬到达中国东北，经鸭绿江回到汉城。回国后，李承晚在各个学校发表演说，遭到日本人的监视。1912年3月，他在为学运发表演讲时被日本人扣留。幸亏韩国基督教会的营救使他得以脱身，后流亡美国檀香山。在檀香山，他与当地韩侨一起创办韩国学校，在海外继续从事韩国独立运动。:15-16:41-45
巴黎和会即将召开之际，李承晚受韩侨之托准备与会呼吁国际社会恢复韩国主权，但遭美国总统威尔逊的阻挠，无法获得出境护照。他试图与昔日母校校长面谈，但也遭到拒绝。1919年3月，韩国爆发全国性大规模反日三一运动。4月中旬，李承晚与徐载弼一起在费城组织召开了韩人代表大会。他在大会上发表了《给美国的呼吁书》:16-17。在三一运动的鼓舞下，流亡海外的韩国独立运动志士在俄国海参崴和中国上海成立了临时政府。韩国国内也成立了汉城临时政府。李承晚被这三个临时政府任命为国务总理、执行总裁等领导职务。同年9月，三个临时政府合并成大韩民国临时政府，总部设在上海，李承晚被推举成为首任临时大总统:45-49。

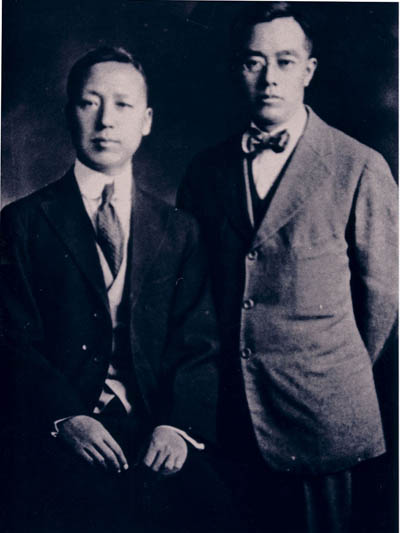
李承晚（左）與金奎植

1920年11月16日，李承晚与秘书林炳积在一位经营殡仪运输的美国商人帮助下，乘船离开美国，经20余天海上颠簸于12月5日秘密抵达上海。由于临时政府左右派对是通过武装斗争还是外交手段实现韩国独立出现严重分歧。李东辉、安昌浩、金奎植等人纷纷脱离临时政府。李承晚组建了以申奎植、李东宁、李始荣等人为代表的国务院。由于临时政府在财政、外交上的面临的重大困难，李承晚最终于1921年5月29日离开中国重返美国。:20-22
为寻求美国对大韩民国临时政府的承认，李承晚在华盛顿成立了颇具影响的“欧美委员会”。欧美委员会除从事外交活动外，还为韩国海外独立运动募集活动资金，在美国和欧洲组建“亲友会”，游说美国国会关注韩国独立。欧美委员会原址后成为韩国驻美国大使馆:19-20。1940年，李承晚出版了《日本内幕记》（Japan Inside Out）一书。他在书中描述了日本对朝鲜的侵略，同时也警告说日本为称霸世界必将与美国交战。1941年12月7日，日本偷袭珍珠港后，他因成功预告太平洋战争的爆发而一跃成为美国知名人物。此后，李承晚加紧了游说美国承认大韩民国临时政府的工作。1942年初，他组织关心韩国事务的美国知名人士成立“韩美协议会”，对美国政府施压。不过由于临时政府并不是在韩国本土有历史渊源的流亡政府，也从未在韩国本土行使过政府职能，李承晚的外交努力一直没能取得最后的成功:75:27-30。

## 总统任期
1945年8月15日，日本无条件投降。10月16日，李承晚乘坐美国专机返回韩国:36。10月23日，他组织韩国各界成立超党派的政治团体“大韩独立促成中央协会”，一些韩国共产党也有加入其中:40。12月，苏、美、英在莫斯科三国外长会议决定对朝鲜半岛进行南北托管，遭到韩国各派的广泛反对。金九派系在此次“反托管运动”中遭到美方的强力打压。相对温和些的李承晚阵营则在此次反托管运动中得到进一步的扩大与加强:8-12。
1947年，美苏就朝鲜半岛建立统一政权问题的分歧进一步加大，朝鲜半岛问题开始联合国化。美国为防止苏联控制整个半岛，提出先在南部举行大选。1948年2月26日，在苏联和东欧国家拒绝参加的情况下，联合国通过了“只在可能的地区进行大选”的决议。5月10日，朝鲜半岛南部举行韩国首届国会选举。李承晚阵营在此次选举中获得国会多数议席。他本人也被选举为国会议长。6月初，国会宪法起草委员会成立。委员会原本想起草“责任内阁制”的宪法，但由于李承晚的反对，国会最终在7月12日通过了“总统负责制”的韩国首部宪法。7月20日，李承晚被制宪议会选举为韩国首任总统。8月15日，大韩民国宣告正式成立。:18-22:44-50

### 政治

#### 首任韩国总统

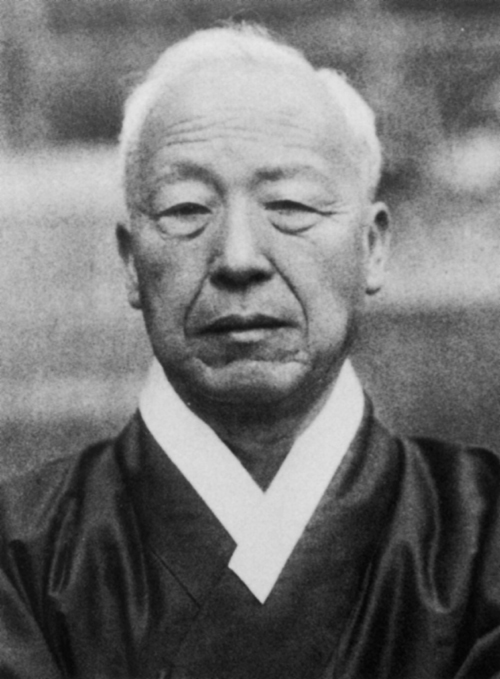
李承晚回国后倡导从日占解放出来的民众穿韩服恢复韩民族特征

李承晚当选韩国首位总统，除了美国的支持，还有在国会占多数议席的韩民党支持。李承晚当选后为打压韩民党没有提名韩民党党首金性洙为国务总理，只是将财政部部长的职位给了韩民党:102:64-65。为巩固政权，李承晚政府于9月22日公布肃清亲日派的《反民族行为者处罚法》。为摆脱亲日、亲美形象，韩民党与申翼熙在1949年1月合并成立民主国民党（民国党）。1949年11月，支持李承晚的势力成立大韩国民党（国民党），成为在韩国国会占多数席位的执政党。1950年1月，国民党通过制造“第二次国会间谍事件”否决了民国党的内阁责任制改宪议案:77-81:25-27。
1948年3月，在韩国举行大选的前夕，济州岛爆发大规模的反对南部单方面大选的抗议事件。韩国警察对参加这次共产党领导的抗议民众血腥镇压，造成近6万人死伤，相当于济州岛人口的1/5，史称“济州四·三事件”。10月19日，被派往济州岛镇压起义的保安在全罗南道丽水和順天兵变。同年12月1日，韩国国会通过《国家保安法》。该法后成为李承晚政府镇压左派政敌的工具。:56-57

#### 拔萃改宪连任
1950年5月30日，韩国举行第二次国会选举。以赵素昂、安在鸿、元世勋为代表的左翼民族主义和以张建相、吕运弘为代表社会民主主义者进入国会。申翼熙当选国会议长。执政国民党势力被削弱:81:27。6月25日，朝鲜战争爆发，6月27日，李承晚下令逮捕並處決由共產主義同情者及政治異見者組成的保導聯盟之成員，是爲保導聯盟事件，事件共造成最多達二十萬人被處決。8月18日，李承晚政府南迁至釜山:33-36。1951年5月副总统李始荣辞职后，金性洙在补选中当选副总统。由于执政国民党在第二届国会的席位不占多数，李承晚通过国会间接选举连任总统的可能性很小。李承晚于是指示其追随者在1951年11月30日提出总统直选和两院制的改宪议案，后又于12月23日创建自由党。1952年1月18日，李承晚的总统直选议案遭到国会压倒多数的否决。4月17日，支持内阁负责制的议员再次提出修宪议案。4月20日，李承晚将国务总理张勉换成为亲信张泽相，5月24日又将内务部长换成李范奭。24日深夜，在美国的支持下，李承晚以清除“残余共匪”为名在釜山实行戒严，逮捕异己议员。28日，金性洙被迫辞去副总统职务。6月20日，国务总理张泽相提出了折中的总统直选议案“拔萃改宪案”，被美国称赞为“最令人向往的结果”。同日，李始荣、金性洙、张勉、柳珍山等60余名议员在釜山国际俱乐部集会成立反独裁斗争委员会，遭到武装袭击。6月25日，釜山发生暗杀李承晚未遂事件，民国党被指是幕后者，使在野党处境更为不利。7月2日，李承晚利用紧张气氛动用警察和宪兵将拒绝出席会议的议员强行拉到国会，以暴力手段通过了“拔萃改宪案”。1952年8月5日，李承晚凭借新修宪法在韩国第二届总统选举再次当选总统，无党派人士咸台永当选副总统:118-121:65-67。

#### 四舍五入改宪再次连任
朝鲜战争停火后，通过“拔萃改宪案”以绝对优势连任的李承晚变得更加不可一世。韩国政坛出现执政自由党独大，在野党徒有虚名的局面。1954年5月20日，自由党在韩国第三届国会选举中大获全胜，获得国会一半以上的席位。6月9日，李承晚亲信李起鹏当选国会议长:154:67。
根据韩国1948年宪法，韩国总统任期为四年，只能连任一次:42。为能使李承晚继续担任下一届总统，1954年9月6日，以李起鹏为代表的自由党向国会提交了取消总统任期限制的修宪法案。11月27日，国会对法案进行投票表决。203名议员中，135人投票赞成，60人反对，6人弃权，1人无效票，1人缺席，没能达到修宪所需总数203的2/3（135.3）票。副议长崔淳周当即宣布修宪法案被否决。会后，李承晚和李起鹏都对投票结果不甘心，坚持小数点后的数字可忽略不计。29日，崔淳周在国会全体会议上依据四舍五入的原则宣布取消上次会议宣布的结论，原本被否决的改宪法案获得通过:154-156:67。
1956年5月，韩国举行第三届总统大选。主张“内阁责任制”的在野民主党总统候选人是申翼熙，副总统张勉。激进派进步党的正副总统候选人是曹奉岩和朴己出。5月10日，申翼熙在大选前夕在竞选途中因过度疲劳突然去世。在5月15日投票当天，韩国民众投给申翼熙的票（无效票）在首尔就高出李承晚8万多。就这样，李承晚通过“四舍五入改宪”，在有争议的普选中当选韩国第三任总统。不过民主党候选人张勉在竞选中击败执政自由党的李起鹏，当选副总统。:156-157:67-68
为镇压舆论对李承晚通过“四舍五入改宪”的批评，李承晚政府在1956年颁布了《国政保护临时措施法》，以限制民众言论自由。1956年9月28日，当选副总统的民主党领袖张勉遭到未遂刺杀。凶手被当场抓住。1957年1月25日，韩国国会通过了《警告李承晚总统决议案》。:157-158

#### 下台

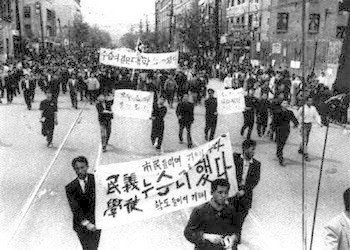
四·一九运动

1958年1月，李承晚政府以间谍罪和违反国家保安法的名义将曹奉岩等7名进步党领袖逮捕。曹奉岩后被判死刑（曹奉岩后于1959年7月30日被处死）。2月25日，进步党被取缔。1958年11月18日，自由党向国会提交了《新国家安全法》，无限扩大“犯罪”范围，遭到韩国在野党派和社会舆论的强烈指责。:158-162:69-70
1960年韩国第四届总统大选来临之际，民主党总统候选人赵炳玉因病去美国治疗。李承晚趁机宣布将原本5月举行的总统大选提前到3月。赵炳玉几天后在美国突发心脏病去世。3月15日，韩国按照李承晚的安排举行第四届总统大选。为确保李承晚和李起鹏当选正副总统，执政自由党在选举中大肆舞弊。3月18日，韩国选举管理委员会宣布李承晚当选韩国第四届总统后，马山市爆发大规模的游行示威。民众的怒火很快烧遍全国。4月19日，韩国爆发要求李承晚下台的大规模学生运动。迫于压力，李承晚于4月26日宣布辞职。4月27日，正式向國會提交辭任書，並獲其批准辞呈。4月28日，李承晚一家搬出总统府。第一共和国结束。:158-183:68-69

### 经济
1945年8月日本无条件投降后，韩国经济处于一片混乱之中:1-3:98。朝鲜半岛的南北对峙同时也隔断了日占时期“北工南农”的经济联系，使南部能源、原材料和设备得不到供给:1-3:98。1950年6月朝鲜战争的爆发更是使韩国经济雪上加霜:43。为应对紧迫的经济状况，李承晚政府采取了大力吸收外援，重视发展农业，鼓励进口替代的经济发展政策:48-51。1953-1961年，韩国经济取得了年均3.9%的增长速度，为日后的经济发展打下了基础。:99:43:11

#### 吸收外援
由于战争的破坏，外部援助成为支撑李承晚政府和韩国经济的支柱。1950年代，李承晚政府财政的40%来自美国援助，韩国经济发展的对外依存度高达95.2%:45-47。1953-1960年间，联合国和美国分别向韩国提供了1.2亿美元和17.45亿美元的经济援助:99:43。美国对韩国的经济援助主要是以输出本国农产品为主的无偿援助。截至1964年，韩国累计接收美国37.13亿美元的无偿援助:47。联合国的无偿援助主要是战时救护援助和联合国韩国复兴委员会的援助。1950-1969年间，韩国接收了来自联合国6.11亿美元的援助:49。
除无偿援助外，李承晚政府也吸收有偿外资。1959年，韩国为扩建东泽水泥厂，首次吸收有偿外资，从美国“不发达国家经济开发基金”（DLF）贷款200万美元。1959-1961年，韩国累计引进外资438.6亿美元。:49

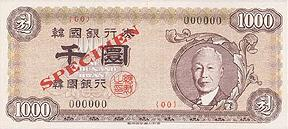
韩国1957年发行的1千元纸币上的李承晚头像

#### 农业政策
1950年3月10日，李承晚政府颁布《农地改革法》:29，按照“耕者有其田”的原则开展了“有偿征用”和“有偿分配”的农村土地所有制改革。政府从土地所有者那里有偿征收土地，然后再将征收来的土地有偿分配给土地的实际耕作者农民:145:99。通过农地改革，李承晚政府废除了韩国农业原有的租佃关系，实现了自耕农制度。自耕地在韩国农地总面积的比例由改革前的35%提高到96%:29-31。朝鲜战争后，李承晚政府为解决粮食问题，从1953年起连续制定了两个促进农业发展的五年计划:47。在李承晚政府农业政策的扶植下，韩国农业相比其它经济领域出现了较快的恢复:51，1957-1958年，韩国农业出现了大丰收:51。

#### 进口替代
在发展工业方面，李承晚政府主要是采取通过关税和非关税的保护性措施限制外国商品的进口，为本国工业提供一个宽松的发展环境，从而通过进口替代，减少对进口商品的依赖。为保护本国工业，李承晚政府制定了临时特别关税法，对特定进口商品在一般关税的基础上临时加征特别关税。1957年12月31日，李承晚政府还颁布了贸易法，以从法律层面规范外贸机制。:46:50
与此同时，李承晚政府对本国中小企业进行政策扶植，先后制定了“生活必需品生产资金大纲”（1954）、“重要产业生产资金大纲”（1955）、“中小企业扶植政策大纲”（1956）、“小规模工业技术合作资金贷款”（1958）等一系列为中小企业提供优惠贷款的金融政策。:46-47

### 外交

#### 对北政策
1948年8月15日和9月9日，朝鲜半岛南北先后成立分属冷战东西阵营的两个政权。南部李承晚政府和北部金日成政权都宣称各自是朝鲜半岛的唯一合法政权，拒绝承认对方的合法性:4。都想通过武力实现统一的南北方最终于1950年6月25日爆发朝鲜战争。战争停火后，李承晚政府对北继续实行敌对政策:265:265:57:4。李承晚认为韩国是依据联合国议案经民主选举产生的朝鲜半岛唯一合法政权。他对朝鲜采取的是不接触、不妥协、不承认的“三不”政策。“北进统一论”，“先统一、后建设，不统一、不建设”一直是李承晚的治国方针之一。在李承晚执政期间，他标榜反共，与美国联盟，不断屠杀、镇压国内共产党和左派人士:270:55-56。

#### 韩美关系

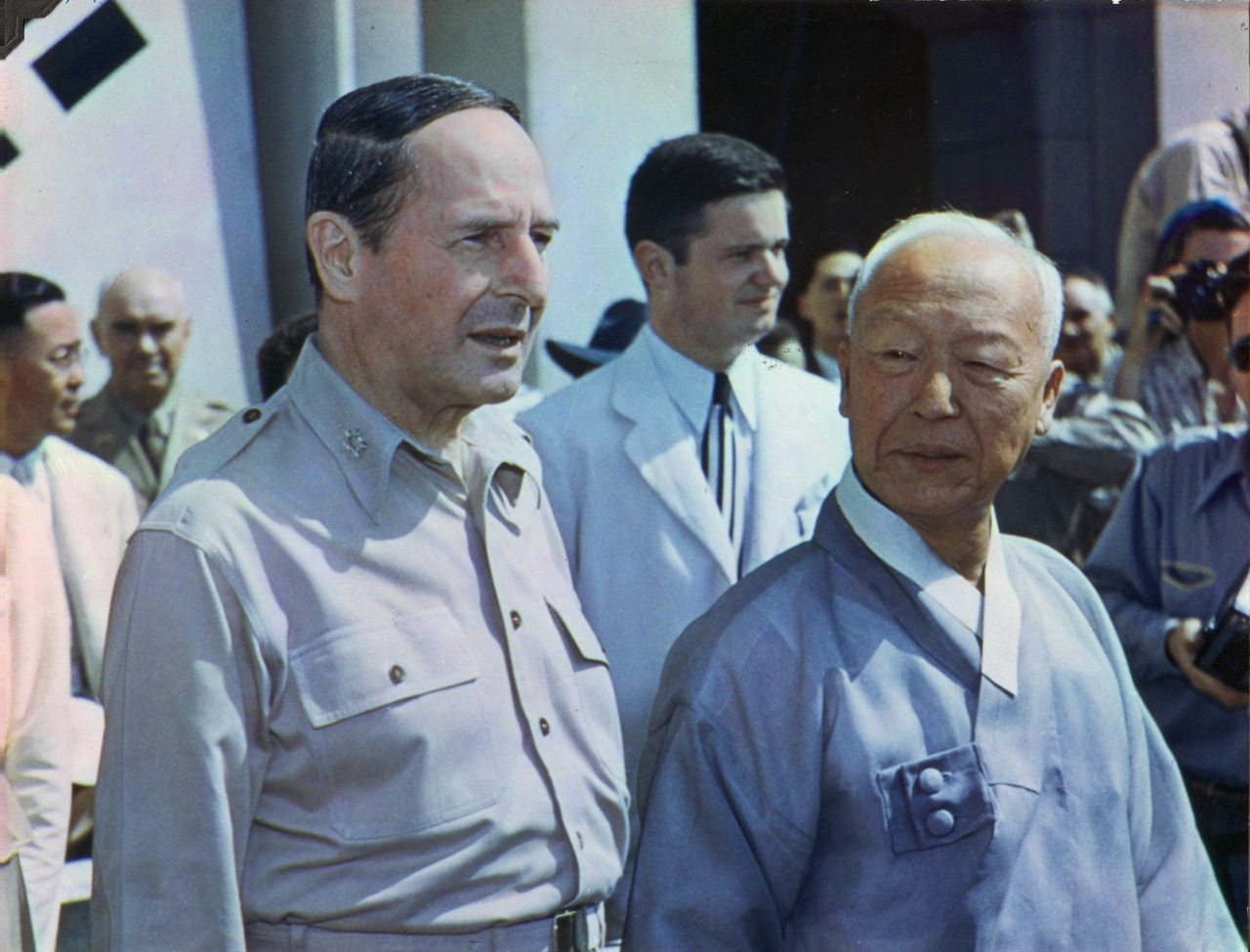
李承晚与麦克阿瑟

李承晚政府在美国政府的扶植下成立。其对美外交主要是最大程度地争取美国的援助，抵御来自北方的威胁:52。为了消除北方的威胁和武力统一朝鲜半岛，李承晚曾向美国提出建立韩美军事同盟。不过，美国出于战略上的考虑并没有接受他的建议。在李承晚政府成立的一个月后，美军就开始从韩国陆续撤军。到1949年5月28日，美国完成了4.5万人的撤军，只留下500余人的军事顾问团。1950年1月，美国宣布“艾奇逊防线”时，韩国并没有列在美国太平洋地区防线之内:52-53:151-152。
1950年6月25日，朝鲜战争爆发。7月15日，李承晚将军队作战指挥权交给以美国为首的联合国军总司令，使退却到釜山的李承晚政权得以被挽救:260-261。朝鲜战争停战后，美国开始意识到韩国的战略重要性。1953年10月，双方签署《韩美共同防御条约》。韩国从此成为美同盟国，同时也成为美国反苏反共的前哨阵地。美军开始长期驻扎韩国:53:153-154。

#### 韩日关系
大韩民国成立前，韩日间的问题通过美军政当局来协调。1945年8月27日，驻日盟军最高统帅设定了“麦克阿瑟线”。韩国对越线的日本渔船进行扣留，并将其转交釜山美军政机关处理。李承晚政府成立后，韩国对越线日本渔船态度更加强硬，甚至发生过炮击事件:276。李承晚政府也没有与日本建立外交关系:219。1952年1月18日，李承晚发表《关于毗连海域主权的总统声明》，划定“和平线（李承晚线）”，遭到日方反对:220。
随着朝鲜战争的爆发和冷战格局在东亚的形成，由于日本的反共立场和对朝鲜战争的物资支持。美国对日本的政策迅速从压制转变为扶植其成为美国重要盟友。1951年9月8日，以美国为首的47个国家与日本在旧金山签订《旧金山和约》。为实现其以日本为轴心，韩国为前沿的美、日、韩亚洲反共三国同盟。美国开始积极撮合韩日建交改善关系。1952年2月15日，韩日两国举行了一次会谈，但无果而终。1953年1月5日，李承晚应馬克·克拉克之邀访日。期间，他与日本首相吉田茂会面，但双方只就共同反共达成一致，回避了两国关系间的其它实质问题。此后，两国在4至7月进行第二次会谈，但仍无进展。同年10月，在第三次会谈期间，由于日方代表久保田贯一郎的言论，会谈最终破裂:119-121:277-278。1954年8月，李承晚政府在独岛建灯塔，并派驻警卫队保护。双方关系紧张:220。经美国协调，双方于1958年4月才开始举行第四次会谈。不过由于双方在战争赔偿、独岛主权、渔业、在日韩侨法律地位等问题上分歧太大，双方直至李承晚政府垮台也没能建立外交关系。1959年，日本将7.5万余名韩侨遣返给朝鲜，而不是韩国:168:123-124。

#### 韩中关系

1953年11月27日李承晚訪台，與中華民國總統蔣中正會晤。中為時任韓國駐中華民國大使金弘壹。

李承晚执政时期，处在冷战不同阵营的韩国和中华人民共和国一直长期处在互不承认的敌对状态。两国除了在朝鲜战争中直接对抗外，在黄海海域也多次发生海事冲突:271:64-65:816-818。
以此相反，韩国在建国后不久便与中华民国政府建立外交关系，互设大使馆:221。韩国是當時中华民国政府所有邦交国之中唯一派驻常任大使于台北的国家。1949年8月，蒋介石应李承晚的邀请访问韩国。1953年11月27日，李承晚访问台湾期间还与蒋介石发表了“联合声明”，倡议建立亚洲“反共联合战线”:221。

## 下台后

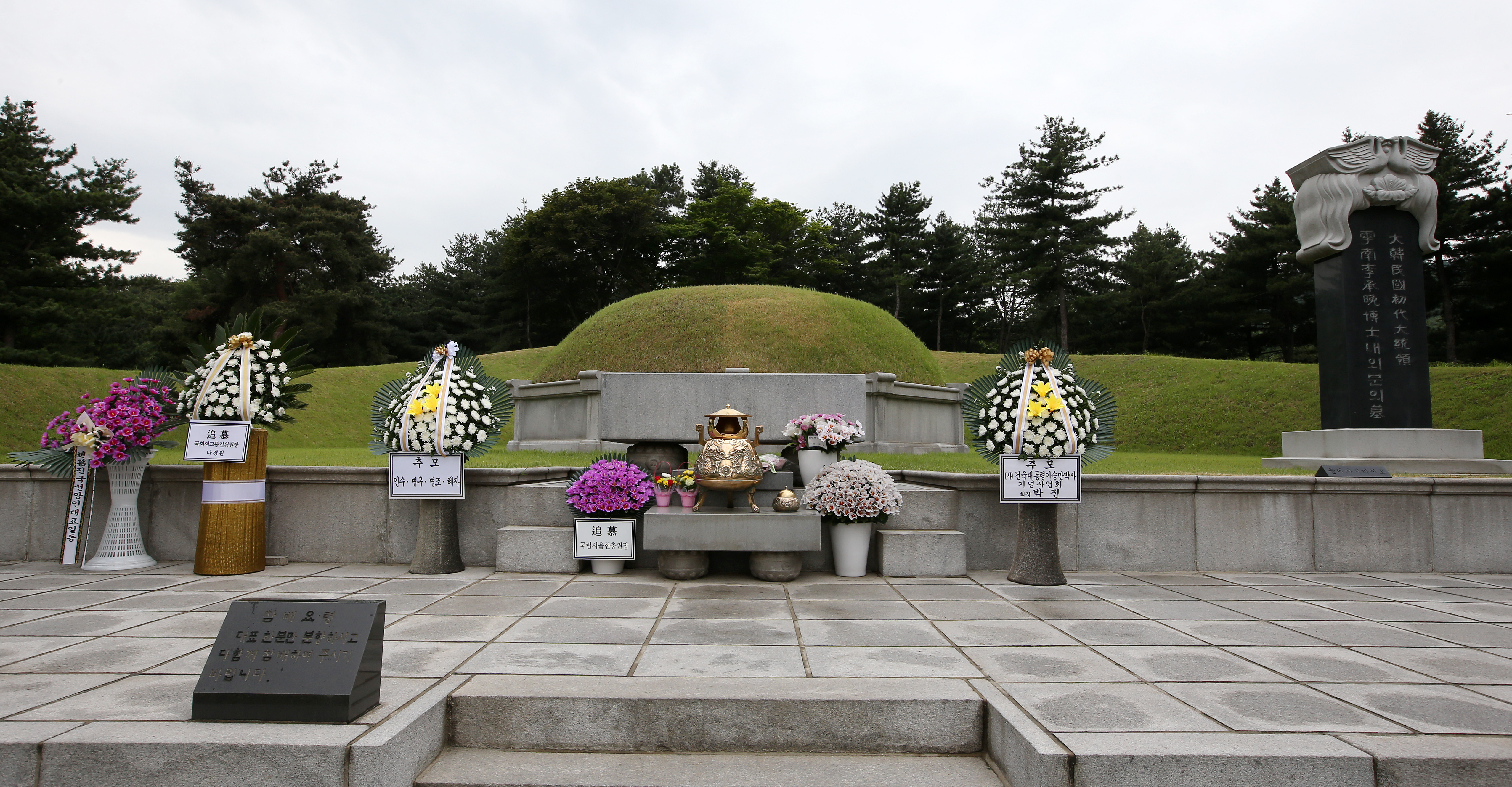
國立首爾顯忠院李承晚陵墓

1960年5月29日，李承晚与妻子李富兰乘坐民航空運公司包机前往美國夏威夷:76。李承晚最初并没有打算长期流亡夏威夷，只是想在那里短暂回避一两个月。但第二共和国张勉政府以及后来的朴正熙军政府都拒绝他回国。韩国报纸也发表评论不欢迎他回国。
流亡期间，李承晚健康情况每况愈下，于1965年在夏威夷逝世。根据他生前遗愿，他的遗体被运回韩国，后安葬于国立首尔显忠院。:77

## 國父稱號問題

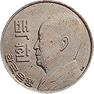
第一版100韓圜硬币上的李承晚头像

李承晚一度被稱為國父。李承晚于韩国獨立運動初期與因與流亡大韓民國臨時政府領袖金九的思想相同而结為好友，惟1947年李承晚暗杀张德洙后绝交。金九於1949年韓國建國后被暗殺身亡，不少評論指稱是李承晚派人暗殺，因为刺客安斗熙是受时任李承晚政府国防部长官申性模的指示暗杀金九的。最后，李承晚于1960年被迫下台流亡後，失去國父的稱號。1962年金九獲時任總統朴正熙追授大韓民國建國勳章，追尊金九為韓國的國父。

## 家庭

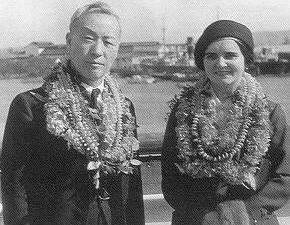
李承晚和李富蘭（1933年）

李承晚早年由父母包办婚姻与朴承善结婚。两人生有一个儿子李凤秀。李承晚留学期间，李凤秀在美国病故:26。朴承善后与李承晚离婚。
1934年10月5日，李承晚与奥地利人弗兰西斯卡·端娜（Franziska Donner，漢名李富蘭）在美国纽约市登记结婚，10月8日举行婚礼。李富兰1900年6月15日出生于奥地利维也纳，20岁的时候曾与一位赛车手结婚，后离异:25-26。
李承晚曾有過三名養子，其中第一位養子是李恩秀，1949年取消收養；第二位養子是孝寧大君後代、李起鵬長子李康石，1957年收養，但是李康石在1960年自殺；李承晚流亡後，又以同為讓寧大君後代的李仁秀為第三位養子。

## 選舉履歷
| 年度 | 選舉屆數      | 選舉區               | 所屬政黨           | 得票數    | 得票率   | 當選標記 | 備註             |
| ---- | ------------- | -------------------- | ------------------ | --------- | -------- | -------- | ---------------- |
| 1948 | 制憲國會選舉  | 首爾特別市東大門區甲 | 大韓獨立促成國民會 | 同額競選  | 同額競選 |          |                  |
| 1948 | 第1屆總統選舉 | 大韓民國             | 大韓獨立促成國民會 | 180       | 91.84%   |          | 國會議員間接選舉 |
| 1952 | 第2屆總統選舉 | 大韓民國             | 自由黨             | 5,238,769 | 74.61%   |          |                  |
| 1956 | 第3屆總統選舉 | 大韓民國             | 自由黨             | 5,046,437 | 69.98%   |          |                  |
| 1960 | 第4屆總統選舉 | 大韓民國             | 自由黨             | 9,633,376 | 100.00%  |          |                  |

## 榮譽
- 1947年2月：美國陸軍和海軍協會感謝狀
- 1947年2月：美國陸軍和海軍協會金質榮譽勳章
- 1949年8月15日：無窮花大勳章
- 1949年8月15日：建國勳章（大韓民國章）
- 1953年1月18日：美國法律諮詢委員會名譽會員
- 1954年8月：紐約市公共服務優異獎
- 1954年8月：紐約市公共服務功績獎章
- 1954年：訪問華府紀念鑰匙
- 1955年3月21日 美國自由金獎

### 榮譽學位
- 1949年：首爾大學名譽法學博士
- 1954年：喬治華盛頓大學名譽法學博士
- 1954年：哥倫比亞大學名譽法學博士
- 1958年：西贡大学院榮譽政治學博士